# Paul van Dyk
Matthias Paul (Eisenhüttenstadt, Brandenburgo; 16 de diciembre de 1971), más conocido por su nombre artístico Paul van Dyk, es un DJ de música trance y productor alemán de renombre mundial. En 2010 fue considerado el sexto mejor DJ del mundo por TheDjList, así como el quinto mejor DJ del mundo según las votaciones de DJmag, la cual le concedió el primer lugar en los años 2005 y 2006. Actualmente se encuentra en el puesto 37 según la revista DJmag.

## Biografía
Nacido en Eisenhüttenstadt, Brandeburgo, Alemania, comenzó su carrera musical en el club berlinés Turbine en 1991. Cuando van Dyk nació, Eisenhüttenstadt se encontraba en la República Democrática Alemana por lo cual tuvo que valerse del contrabando de casetes de música que provenían del extranjero para poder escuchar la música de aquella época. Fue entonces cuando Paul comenzó a hacer mezclas de canciones para sus amigos. Cuando cayó el Muro de Berlín Paul pudo florecer como músico. Se inició en Turbine. Fue en esta discoteca donde un amigo le sugirió que siguiera mezclando después de oír algunas de sus mezclas en casete, y fue así como inició su carrera.
Su primera producción fue una colaboración con Cosmic Baby (usando el sobrenombre Visions of Shiva) que fue lanzada en 1992. El siguiente año, Paul pudo obtener un poco de reconocimiento, mientras trabajaba en la legendaria discoteca, E-Werk en Berlín, por su remix de "Love Stimulation" del artista Humate.
Paul lanzó su primer álbum en 1993, el cual fue titulado como 45 RPM.
En 1997 Paul ya había podido obtener bastante fama como DJ y gracias a su segundo álbum, Seven Ways, pudo establecerse como un pionero del género de trance. Seven Ways fue el primer éxito que tuvo "PvD" en el Reino Unido gracias a los sencillos "Forbidden Fruit", "Seven Ways" y "Words" ya que estas canciones llegaron a escucharse en las discotecas británicas más grandes durante el fenómeno del superclub en dicha nación. En esta época "PvD" comentó: "Cuando dedujeron que yo era alemán, ya era demasiado tarde!" En 1998 45RPM salió a la venta en el Reino Unido y alcanzó el primer lugar en ventas. Van Dyk produjo el remix de "For an Angel" titulado "1998 E-Werk remix" para celebrar la popularidad de 45RPM y en honor a la discoteca que ya para ese entonces había cerrado sus puertas. "For An Angel" es ampliamente considerada como una de las primeras canciones trance épicas y capturó la esencia del género emergente, el trance melódico. La canción también fue considerada como la segunda mejor canción de música electrónica del pasado milenio.
Gracias a la fama de "For an Angel", Paul llegó a ser el DJ residente de la discoteca Gatecrasher Club (parte de la franquicia Sheffield). En una declaración que sorprendió a muchos, Paul declaró su rechazo total a las drogas y aunque algunos esperaban que esto lo apartara de sus fanes, dicha movida causó que varios clientes regulares de Gatecrasher comenzaran a ponerse camisas con el logo "No Pills, Pure PvD" (No píldoras, Puro PvD). En 1999 (mismo año que en que nacieron susodichas camisas) se formó la discográfica Vandit Records en la cual Paul van Dyk pudo obtener una mayoría de acciones y también en ese año se lanzó el álbum Vorsprung Dyk Technik: The Remix Collection el cual vendió más de 60.000 copias en el Reino Unido.
PvD lanzó su tercer álbum (grabado en un estudio) titulado Out There and Back en el cual incluyó el sencillo "Tell Me Why (The Riddle)" en el cual colaboró con Saint Etienne. En el 2001 van Dyk lanzó el álbum The Politics of Dancing, en el siguiente año 2002 lanza su álbum Zurdo el cual sirvió como banda sonora de la película mexicana del mismo nombre. Después de una larga gira en el 2003 lanzó su DVD Global. Ese mismo año, Paul produjo su álbum Reflections (inspirado en sus viajes por África) en el cual destacó una colaboración con Hemstock & Jennings titulada "Nothing but You", tema que fue utilizado en el juego Need For Speed Underground 2 de EA Games. En el 2005 salió a la venta The Politics of Dancing 2 y también lanzó el sencillo titulado "The Other Side".
Paul van Dyk se ha convertido en un DJ de fama internacional, solicitado desde Hong Kong hasta Los Ángeles. Paul se involucra a menudo en la política aprovechando su fama. Fue uno de los primeros DJs que formaron parte de la campaña "America Rocks the Vote" en 2004 y ha sido visto llevando una camiseta que con la frase "Stop the War". Actualmente Paul utiliza dos MacBook Pro corriendo Ableton Live más 2 sintetizadores; lo cual se dice le da más energía a los eventos. Este método le ha dado la capacidad de crear mixes en el momento en vez de llevarlos ya grabados.
En una encuesta realizada en el 2005 por la revista DJmag, Paul van Dyk obtuvo el título de DJ #1 del mundo lo cual terminó con el reinado de tres años consecutivos de DJ Tiësto. Nuevamente en 2006 continúa siendo el DJ que encabeza la lista de dicha revista, elegido por mayoría de votos provenientes de 229 países alrededor del mundo. A la fecha, PvD continúa llevando al trance a distintos niveles de innovación.
Colaboró en 2008 en la banda sonora del videojuego Mirror's Edge en el track "Still alive" interpretada por Lisa Miskovsky, de la cual hubo otros remixes interpretados por Benny Benassi, Junkie XL, Teddybears y Armand Van Helden. El track se dio a conocer en un tráiler del juego en donde se muestra el modo en línea en el mismo año.
A principios de 2016 Paul sufrió una caída de aproximadamente 6 metros de altura mientras realizaba un set en una de sus presentaciones en Utrecht. Se lastimó la columna, se quebró varias costillas y un fuerte golpe en la cabeza, que lo llevó a estar postrado primero, y en silla de ruedas después, teniendo que volver a aprender a caminar, comer y hablar. De todo ese calvario, Paul se inspiró para hacer su siguiente álbum [From Then On], probablemente uno de sus mejores trabajos y un regreso a las fuentes más puras del trance (esas que había abandonado bastante en [Evolution]), álbum que le volvió a valer el reconocimiento mundial.

## Premios
- 1999 DJ Mag Mejor Productor
- 1999 Mejor DJ Internacional
- 1999 Líder del Trance Nation
- 1999 Hombre del Año (Mixmag)
- 2003 Mejor DJ Europeo (Trance Awards)
- 2004 Mejor DJ Internacional y Productor (America’s Favorite DJ Awards)
- 2004 Mejor DJ Internacional (Dancestar Awards)
- 2004 Mejor Evento de Música Electrónica (Dancestar Awards)
- 2004 Mejor Comercial 'Motorola' (Dancestar Awards)
- 2004 Ariel Mejor Soundtrack Película 'Zurdo' (Premio de la Academia de Cine Mexicano)
- 2004 Mejor productor de Música (DJ magazine)
- 2005 DJ Favorito de América
- 2005 Mejor Productor (Trance Awards)
- 2005 Mejor DJ Global (Trance Awards)
- 2005 No 1 DJ del Mundo (Top 100 DJ Poll - DJ Magazine)
- 2006 Mejor DJ Global (Miami WMC 2006)
- 2006 Mejor Label Record VANDIT (Miami WMC 2006)
- 2006 Mejor Productor (Miami WMC 2006)
- 2006 Mejor HI NRG/ Euro track 'The Other Side' (Miami WMC 2006)
- 2006 Mejor DJ Global (Trance Awards)
- 2006 Mejor Productor
- 2006 Mejor CD Mix Compilation 'The Politics Of Dancing 2' (Trance Awards)
- 2006 Medalla Cruz de Mérito de la Ciudad de Berlín
- 2006 No 1 DJ del Mundo (Top 100 DJ Poll - DJ Magazine)
- 2007 Mejor Ortofon European DJ (Trance Awards)
- 2007 Mejor DJ (Trance Awards)
- 2007 Mejor Productor (Trance Awards)
- 2007 Mejor Label Record VANDIT (Trance Awards)
- 2007 Mejor Álbum 'In Between' (Trance Awards)
- 2009 Mejor DJ IDMA ( International Dance Music Awards)
- su regular set de 6 horas en "Gatecrasher" fue votado como "la segunda mejor noche del club"
- Mejor DJ Internacional por (Ministry Of Sound)
- Mejor DJ Internacional por (Musik Berlin, Zürich, Ámsterdam, Londres, Paris, Milan, New-York, México, Singapur)

## Ranking DJmag
| DJ           | 1997 | 1998 | 1999 | 2000 | 2001 | 2002 | 2003 | 2004 | 2005 | 2006 | 2007 | 2008 | 2009 | 2010 | 2011 | 2012 | 2013 | 2014 | 2015 | 2016 | 2017 | 2018 | 2019 | 2020 | 2021 | 2022 | 2023 | 2024 |
| ------------ | ---- | ---- | ---- | ---- | ---- | ---- | ---- | ---- | ---- | ---- | ---- | ---- | ---- | ---- | ---- | ---- | ---- | ---- | ---- | ---- | ---- | ---- | ---- | ---- | ---- | ---- | ---- | ---- |
| Paul van Dyk | 42°  | 6°   | 5°   | 4°   | 4°   | 4°   | 2°   | 2°   | 1°   | 1°   | 4°   | 3°   | 5°   | 6°   | 11°  | 16°  | 32°  | 38°  | 41°  | 60°  | 51°  | 55°  | 87°  | 50°  | 41°  | 38°  | 45°  | 37°  |

## Ranking TrancePodium
| DJ           | 2014 | 2015 | 2016 | 2017 | 2018 | 2019 | 2020 | 2021 |
| ------------ | ---- | ---- | ---- | ---- | ---- | ---- | ---- | ---- |
| Paul van Dyk | 12°  | 5°   | 3°   | 5°   | 5°   | 5°   | 2°   | 3°   |

## Discografía

### Álbumes
En estudio
- 1994: 45 RPM
- 1996: Seven Ways
- 2000: Out There and Back
- 2003: Reflections
- 2007: In Between
- 2012: Evolution
- 2015: The Politics of Dancing 3
- 2017: From Then On
- 2018: Music Rescues Me
- 2020: Guiding Light

Álbumes de remezclas
- 2004: Re-Reflections
- 2008: Hands on in Between
- 2013: (R)Evolution: The Remixes

Álbumes de videos
- 2003: Global
- 2007: In Between
- 2009: The Best of Paul van Dyk
- 2012: Evolution

DJ Compilations
- 1997 X-MIX-1
- 1997 Perspective - A Collection Of Remixes 1992-1997
- 1998 Vorsprung Dyk Technik (Remix Compilation)
- 1999 Muzik Magazine Mix CD
- 2001 The Politics Of Dancing
- 2003 Global (Mix Compilation)
- 2003 Mixmag: Return Of God! Compilation (Mix Compilation)
- 2004 Perfect Remixes, vol. 2
- 2004 Vandit - The Sessions 03 (compiled by Paul van Dyk)
- 2005 Mixmag: Compilation (Mix Compilation)
- 2005 The Politics Of Dancing 2
- 2005 DJ Mag: 2005 Champion's Mix Compilation
- 2005 GMF Berlin - Double Mix CD by Divinity & SuperZandy (CD1) & Paul van Dyk (CD2)
- 2006 DJ Mag: 2006 Victory Mix Compilation
- 2008 Cream Ibiza
- 2009 Vonyc Sessions 2009 Presented By Paul van Dyk
- 2010 Vonyc Sessions 2010 Presented By Paul van Dyk
- 2011 Vonyc Sessions 2011 Presented By Paul van Dyk
- 2012 Vonyc Sessions 2012 Presented By Paul van Dyk
- 2013 Vonyc Sessions 2013 Presented By Paul van Dyk
- 2014 The Politics Of Dancing 3

### Bandas sonoras
- 2003: Zurdo
- 2004: One Perfect Day
- 2004: It's All Gone Pete Tong
- 2005: The Sisterhood of the Traveling Pants
- 2005: Into the Blue

### Sencillos
- 1994: Pumpin
- 1994: The Green Valley
- 1995: You Like That?! (como DFM)
- 1995: Emergency (The Remixes)
- 1996: Beautiful Place
- 1997: Forbidden Fruit
- 1997: Words
- 1998: For an Angel[2]
- 1999: Another Way
- 1999: Namistai (con BT)
- 1999: Tell Me Why (The Riddle) (con Saint Etienne)
- 2000: Lovin' U (como DFM)
- 2000: We Are Alive
- 2003: How We Used to Live (con Saint Etienne)
- 2003: Nothing But You (con Hemstock & Jennings)
- 2003: Time Of Our Lives (con Vega 4)
- 2003: Buenaventura
- 2004: Crush (con Second Sun)[3]
- 2004: Wir Sind Wir (con Peter Heppner)
- 2005: The Other Side (con Wayne Jackson)
- 2007: New York City (con Ashley Tomberlin)
- 2007: White Lies (con Jessica Sutta)
- 2007: In Between
- 2008: Let Go (con Rea Garvey)
- 2009: Home (con Johnny McDaid)
- 2009: We are One (con Johnny McDaid)[4]
- 2012: Verano (con Austin Leeds)
- 2012: Eternity (con Adam Young)
- 2012: The Ocean (con Arty)
- 2012: Everywhere (con Fieldwork)
- 2012: I Don't Deserve You (con Plumb)
- 2013: We Are One 2013 (con Arnej)
- 2013: Rendezvous (vs. Tilt)
- 2013: We Are Tonight (con Christian Burns)
- 2014: Come With Me (con Ummet Ozcan)
- 2014: Guardian (con Aly & Fila & Sue McLaren)
- 2014: Only In A Dream (con Jessus & Adham Ashraf & Tricia McTeague)
- 2015: Louder (con Roger Shah & Daphne Khoo)
- 2015: Lights (feat. Sue McLaren)
- 2015: Love Is (con Las Salinas & Betsie Larkin)
- 2015: In Your Arms (con Giuseppe Ottaviani & Fisher)
- 2016: Everyone Needs Love (con Ronald van Gelderen & Gaelan & Eric Lumiere)
- 2017: Touched By Heaven
- 2017: The Code (con Jordan Suckley)
- 2017: From Then On (con Leroy Moreno)
- 2017: Breaking Dawn (con Alex M.O.R.P.H.)
- 2017: VORTEX (con James Cottle)
- 2017: While You Were Gone (con Vincent Corver)
- 2017: Inhale (con M.I.K.E. Push & Fred Baker)
- 2017: Stronger Together (con Pierre Pienaar)
- 2017: From Them On
- 2017: I Am Alive
- 2017: Escape Reality Tonight (con Emanuele Braveri & Rebecca)
- 2019: Music Rescues Me (con Plumb)
- 2019: Voyager (feat. Alex M.O.R.P.H.)
- 2019: Aurora (feat. Steve Dekay)

### Coproducciones
- "The Visions Of Shiva" (como Cosmic Baby)
  - 1992 Perfect Day
  - 1993 How Much Can You Take?

- DJs United
  - 2010 Remember Love (en conjunto con Armin van Buuren y Paul Oakenfold)

### Remixes
2014:
- Paul van Dyk & Ummet Ozcan – Come With Me (We Are One) (Paul van Dyk Festival Mix)

2012:
- Linkin Park – Burn It Down (Paul van Dyk Remix/No Rap)

2011:
- Rea Garvey – Can't Stand the Silence
- Hurts – Sunday
- Moby – Lie Down In Darkness
- Solange – Messages
- Daniel Nitt – The Falling

2009:
- Madonna – Revolver
- Nathalie Makoma – I Won't Forget
- Alex M.O.R.P.H. feat. Ana Criado – Sunset Boulevard
- Hans Zimmer & James Newton Howard – Poor Choice Of Words

2008:
- Lisa Miskovsky – Still Alive (The Theme From Mirror's Edge)
- Jon O'Bir – Ways & Means
- The Wombats – Moving to New York

2007:
- Britney Spears – Gimme More
- 2raumwohnung – 36grad (Paul van Dyk's Vandit Mix)
- Justin Timberlake – What Goes Around... Comes Around

2006:
- Depeche Mode – Martyr

2005:
- Timo Maas feat. Brian Molko – Pictures
- Deep Dish – Say Hello
- Gorillaz – DARE (Dare Refix)
- Dino Sofos – Breathe Sunshine
- Kuffdam & Plant – Summerdream
- A-ha – Celice
- A*S*Y*S – No More Fucking Rock'n'Roll (PvD Edit)

2004:
- Nick Lunn & Y.O.M.C. Present Techno-Punk – Energize (PvD Edit)
- Lydia Denker – One Perfect Day (Paul Van Dyk Epic Dance Mix 001)

2003:
- Starchaser feat. Steve Edwards – Falling Star (Dub Mix PvD Edit)
- Agnelli & Nelson Feat. Aureus – Holding On To Nothing (PvD Edit)

2002:
- Solid Sleep – Club Attack (TPOD Mix By Paul Van Dyk)
- Ghostland Feat. Sinéad O'Connor & Natacha Atlas – Guide Me God
- Joker Jam – Innocence
- Romanthony's Nightvision – Never Fuck
- iiO – Rapture

2001:
- Members of Mayday – 10 In 01
- Alphaville – Dance With Me
- Cirillo – Cristallo (PVD Mix By Paul Van Dyk)
- Second Sun – Empire (TPOD Mix By Paul Van Dyk)
- Ralphie B – Massive
- Rammstein – Ich Will
- U2 – Elevation (The Vandit Club Mix)
- Saint Etienne – How We Used To Live
- Jam & Spoon Feat. Rea Garvey – Be.Angeled

2000:
- Sven Väth – L'Esperanza
- Dusted – Always Remember to Respect and Honour Your Mother
- Sugarglider – Let Me In
- The Thrillseekers – Synaesthesia (Fly Away)

1999:
- Piet Blank & Jaspa Jones – Cream
- Faithless – Bring My Family Back

1998:
- Binary Finary – 1998

1997:
- Qattara – Come With Me
- Tenth Chapter – Prologue (The Carl Cox & Paul Van Dyk Mix)
- BT – Flaming June (BT & PVD Mix)
- Tilt – Rendezvous (Tilt vs. Paul Van Dyk Rendezvous Quadrophonic Mix)
- Curve – Chinese Burn (Paul Van Dyk Forbidden City Remix)
- Sunday Club – Healing Dream (Paul Van Dyk's Inner Mind Mix)
- BT – Remember (Paul van Dyk's Recollected Remix)
- The Age Of Love – The Age Of Love (Paul Van Dyk "Love Of Ages" Remix)
- Amen! – Passion (Paul Van Dyk's Herbit In Berlin Mix)
- Dina Carroll – Run To You

1996:
- Denki Groove – Niji (Paul van Dyk's Pot Of Gold Remix)
- BT – Blue Skies (Paul Van Dyk's Blauer Himmel Mix)
- Digivalley – Deeper Love (Searchin' For A...) (Paul Van Dyk Fully Loaded)
- Dina Carroll – Only Human (BT & PVD's 7" Skies Dub)

1995:
- Effective Force – Left Hand, Right Hand (PJP's Full Story Remix)
- Gudrun Gut & Anita Lane – Yadi Yadi (7/Eleven / Yadibird Mix)
- Joe T. Vannelli – Voices In Harmony (Csilla In Wonderland Rmx)
- DFM – You Like That?! (Paul Van Dyk's Slap N' Tickle Mix)
- Blue – Spanish Lullaby (Stompin' - Paul Van Dyk Remix)

1994:
- Effective Force – My Time Is Yours (Everlasting Love)
- Joe T. Vanelli feat. Csilla – Play With The Voice (Play With The Voice In Germany)
- Jens Lissat – You Can't Escape
- Inspiral Carpets – Saturn 5 (Gravity Surge Mix/High Energy Mix)
- Tranceparents – Child 2 (Paul van Dyk Summer Love Remix)
- New Order – Spooky (Out Of Order Mix)

1993:
- Effective Force – Illuminate the Planet (World In Order Mix by Paul Van Dyk)
- Effective Force – Punishing The Atoms (Remix By Paul Van Dyk)
- Secret Knowledge – Sugar Daddy (Trip Across The Moon Remix)
- Malaria! – Elation (Abstractmix)
- General Base – Poison (Chemical Rush Remix)
- Sarin International – Kontrol (Paul van Dyk Remix)
- Humate – Love Stimulation (Lovemix by Paul van Dyk)
- Dance 2 Trance – Take A Free Fall (Beyond The Stars Mix)

1992:
- Cosmic Baby – Oh Supergirl (The Sweetest Remix)

}}